# Bassou
Bassou är en kommun i departementet Yonne i regionen Bourgogne-Franche-Comté i norra Frankrike. Kommunen ligger i kantonen Migennes som tillhör arrondissementet Auxerre. År 2022 hade Bassou 875 invånare.

## Befolkningsutveckling
Antalet invånare i kommunen Bassou
| Referens: INSEE |